# Unterseeboot 152 (1941)
Pour les articles homonymes, voir Unterseeboot 152.
Le Unterseeboot 152 ou U-152 est un sous-marin allemand (U-Boot) de type II.D utilisé par la Kriegsmarine pendant la Seconde Guerre mondiale.
Comme les sous-marins de type II étaient trop petits pour des missions de combat dans l'océan Atlantique, il a été affecté principalement à la Mer du Nord.

## Historique
Mis en service le 29 janvier 1941, l'U-152 a servi exclusivement de sous-marin d'entrainement et de navire-école pour les équipages d'abord à la 24. Unterseebootsflottille à Dantzig/Trondheim, puis à partir du 1er septembre 1941 dans la  21. Unterseebootsflottille à Pillau et finalement à partir du 2 mars 1945 dans la 31. Unterseebootsflottille.
L'U-152 n'a jamais été opérationnel et n'a par conséquent effectué aucune patrouille de guerre. Il sert à la formation des sous-mariniers du début de son service jusqu'à la fin de la guerre.
Le 2 mai 1945, pour répondre aux ordres de l'amiral Karl Dönitz (Opération Regenbogen), l'U-152 se saborde dans la Raederschleuse (écluse Raeder) à l'entrée du port de Wilhelmshaven.
Après guerre, il est renfloué et démoli.

## Affectations
- 24. Unterseebootsflottille à Dantzig/Trondheim du 29 janvier au 31 août 1941 (entrainement)
- 21. Unterseebootsflottille à Pillau du 1er septembre 1941 au 1er mars 1945 (navire-école)
- 31. Unterseebootsflottille à Wilhelmshaven du 1er mars au 2 mai 1945 (entrainement)

## Commandements
- Kapitänleutnant Peter-Erich Cremer du 29 janvier au 21 juillet 1941
- Oberleutnant zur See Werner Bender du 22 juillet au 30 septembre 1941
- Hans Hildebrandt du 1er octobre 1941 au 31 juillet 1942
- Leutnant zur See Hans-Ferdinand Geisler d1er août au 20 septembre 1942
- Oberleutnant zur See Victor-Wilhelm Nonn du 21 septembre 1942 au 24 juillet 1943
- Oberleutnant zur See Wilhelm Bergemann du 25 juillet 1943 au 15 octobre 1944
- Oberleutnant zur See Gernot Thiel du 16 octobre 1944 au 2 mai 1945

Nota: Les noms de commandants sans indication de grade signifie que leur grade n'est pas connu avec certitude à notre époque (2013) à la date de la prise de commandement.

## Navires coulés
L'Unterseeboot 152 n'a ni coulé, ni endommagé de navire ennemi car il n'a pas effectué de patrouille de guerre et a été cantonné à un rôle d'entraînement et de navire-école.

### Sources
- (en) Cet article est partiellement ou en totalité issu de l’article de Wikipédia en anglais intitulé « German submarine U-152 (1940) » (voir la liste des auteurs).